# Misiorówka
Misiorówka (ukr. Мисюрівка) – wieś w rejonie starosieniawskim obwodu chmielnickiego.
Należała do Gardlińskich, potem do Pogórskiego. Była częścią gminy i parafii Stara Sieniawa.
We wsi był dwór drewniany o dwóch gankach; wewnątrz duży księgozbiór.